# 132445 Gaertner
132445 Gaertner è un asteroide della fascia principale. Scoperto nel 2002, presenta un'orbita caratterizzata da un semiasse maggiore pari a 2,3181867 UA e da un'eccentricità di 0,2245791, inclinata di 5,77861° rispetto all'eclittica.